# Xã Troy, Quận Ashland, Ohio
Xã Troy (tiếng Anh: Troy Township) là một xã thuộc quận Ashland, tiểu bang Ohio, Hoa Kỳ. Năm 2010, dân số của xã này là 1.132 người.